# A Tammany Boarder
A Tammany Boarder és una pel·lícula muda estrenada el 2 de gener de 1913, produïda per l'Éclair American i dirigida per Étienne Arnaud. Té la particularitat que el protagonista principal és "Princess" un tigre de Bengala que havia pertangut a la productora Solax.

## Argument
El propietari de "Princess", una tigressa de Bengala, és obligat a abandonar la casa d'hostes on viu, ja que no paga el lloguer i a més no li deixen recollir el bagul amb les seves pertinences. En aquest bagul manté la seva mascota, la tigressa. Quan la propietària, juntament amb la minyona, entren a la recerca d'alguna cosa de valor que quedar-se en comptes dels diners que se'ls deuen deixen escapar la tigressa. Aquesta, cerca per tota la casa el seu amo espantant de mort amb els seus bràmuls els hostes que va trobant. Al final van a buscar el propietari que la treu de la casa per lo que és ben recompensat.

## Repartiment
- J. Gunnis Davis (propietari de Princess)
- Miss Hobbs (propietària)
- Alec B. Francis (hoste)
- Lamar Johnstone (hoste)
- Julia Stuart (hoste)
- Muriel Ostriche (hoste)
- Denton Cardow (hoste)
- Alice Kibbe (hoste)
- Alice Knowland (cuiner)
- Jennie Ambretta (marmitó)